# HTC Sensation
HTC Sensation är en smartphone som designats och marknadsförs av HTC Corporation. Telefonen körde Android 2.3 Gingerbread när den lanserades. Den 12 april 2011 lanserades HTC Sensation av HTC. Den 19 maj samma år släpptes telefonen via Vodafone på centrala Europeiska marknader däribland Storbritannien. T-Mobile i USA släppte telefonen den on 12 juni 2011 under namnet HTC Sensation 4G. Det var den första telefonen från HTC som körde det nya HTC Sense 3.0 gränssnittet och när Sensation XE släpptes så var den världens snabbaste Androidtelefon

## Varianter

### HTC Sensation XE
Den 14 september 2011 släppte HTC en uppdaterad variant kallad HTC Sensation XE (Extended Edition) i Europa tillsammans med Beats Audio. Sensation XE har följande uppdateringar i hårdvaran jämfört med originalmodellen: Dubbelkärnig processor klockad till 1.5 GHz (istället för 1.2GHz i originalet), ett batteri med 1730 mAh samt Android 2.3.4 (Gingerbread) OS with HTC Sense 3.0. Sensation XE har även stöd för Beats Audio och känns igen på de röda högtalarna, kameran, knapparna och Beats logon. Telefonen levereras med ett headset som anpassats av Beats.

### HTC Sensation XL
Den 6 oktober 2011 HTC släpptes Sensation XL med HTC Sense 3.5 UI och Beats Audio (XL står för extra large vilket refererar till den större 4.7 tums skärmen).